# 屑肉

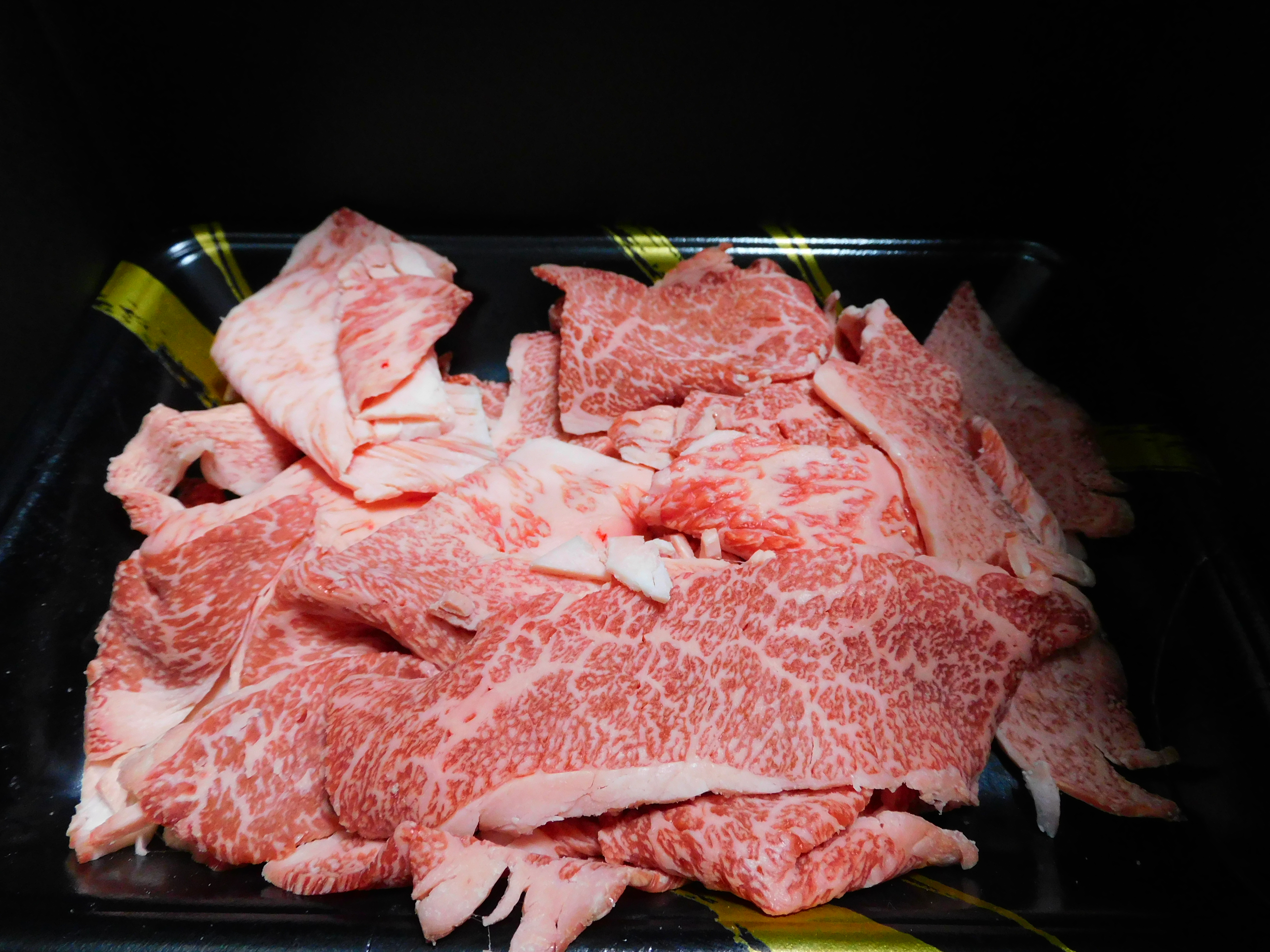
宇都宮牛の切り落とし

屑肉（くずにく）とは、商品価値の低い食用の畜肉の事で、骨格周辺やブロック状に切りそろえた際の切れ端、更には各種器官周辺部に位置するあまり見た目が良くない物をこう呼ぶ。切り落としとも呼ばれる。

## 概要
食肉として解体される牛や豚などの家畜では、様々な部位から様々な名称のブロック状の肉が切り出されるが、そのいずれかに分類されながらも、他の部位に近く肉質が一様ではなかったり、肋骨や脊椎といった骨格周辺で大きなブロック状の肉の塊が得られないため、細かな肉片として削ぎ落とすしかない部位をこのような名称で呼ぶ。
ブロック状の、そのまま料理に必要な大きさに切り分けて調理できる肉に比べると、調理内容が限られるために商品価値が低いとされ、その多くは挽肉にしたり、ばら肉として用いたり、インジェクション加工をして食肉加工品や、寄せて固めてプレスハムなど加工食品の原料として利用されている。
また筋に近い部分もこれら屑肉に分類されるが、加熱調理すると、硬く食べ難くなってしまうため、こちらはすじ肉として、挽肉にされてハンバーグなどにされたり、長時間煮込む料理等に利用される。
これらは総じて市場価格は安いが、骨格周辺部の肉は他の部位に比べて味が濃いとされる。また大切に肥育された商品価値の高い家畜からも、一定量のこれら屑肉が出てしまうが、高値で取引されている他の部位と比べても質的には劣る所は無いため、そのような高級屑肉を好んで購入して、家庭で調理して食べる人もいる。
家畜ではないが、日本人の好むマグロの場合では、皮の部分に脂肪の多く含まれた層があり、これらの多くはかつて皮と一緒に捨てられる事が多かったが、この部分を丁寧に削ぎ落とす事で、上トロにも匹敵する、非常に味の良いペースト状の肉が得られる。これらはネギトロとして食道楽などに「隠れメニュー」のような形で好まれ、後にこれに似せたコピー食品もネギトロの名で寿司ネタとなった。

## 関連事象
なお、こういった屑肉を加工する段階で衛生を理由とした化学処理を加えたものも利用されている。米国マクドナルドでは俗に「ピンクスライム」と呼ばれる屑肉加工製品の利用を、食品の安全性を理由にやめることを宣言している。ただ逆に、この宣言もあって「ピンクスライム肉」が都市伝説のミミズバーガーを巻き込んで話題となった。